# Politikåret 2014

## Händelser
- Regeringskrisen i Sverige 2014

## Val och folkomröstningar

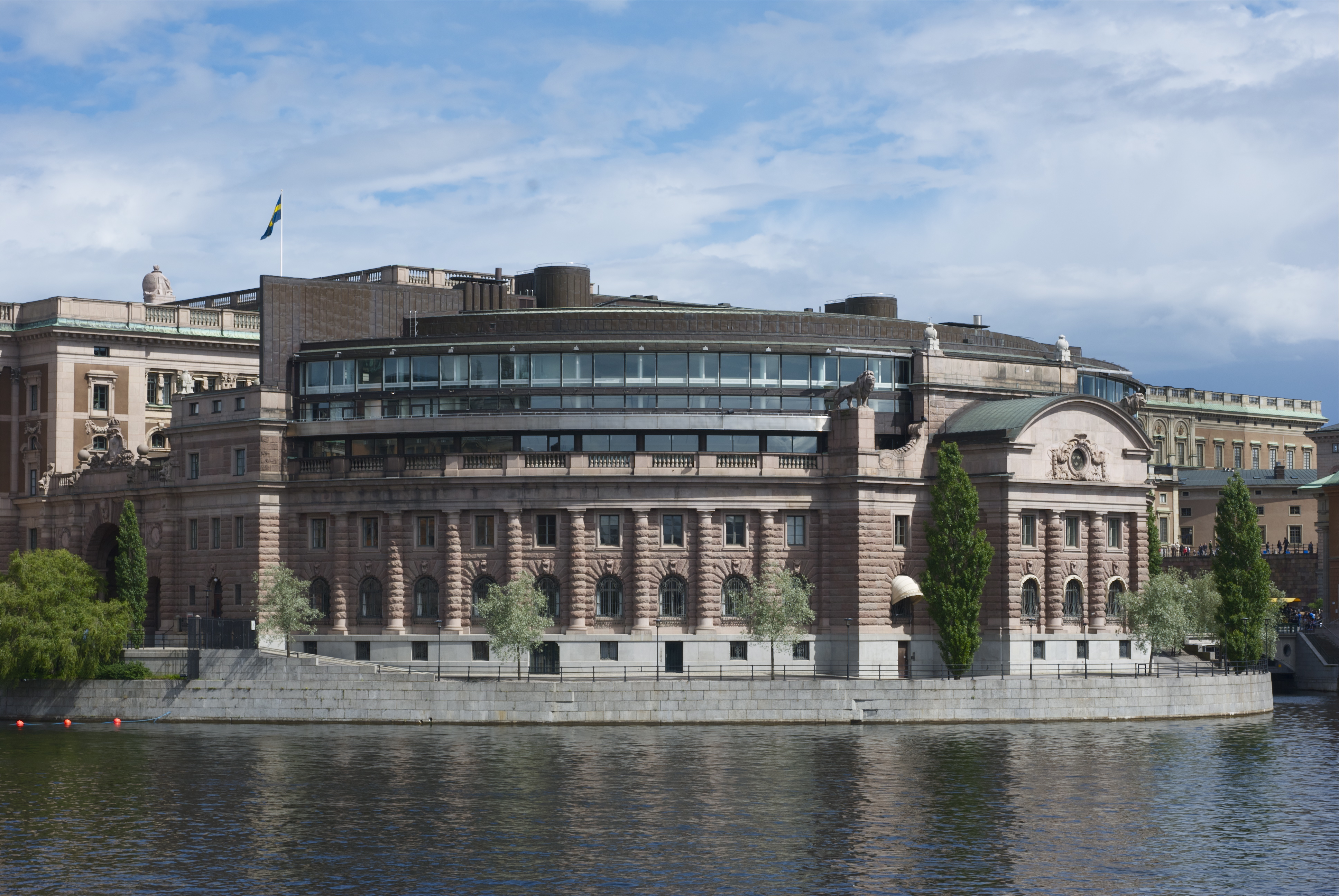
Riksdagsval i Sverige.

- 22–25 maj – Val till Europaparlamentet i Europeiska unionens medlemsstater.
- 14 september – Riksdagsval, landstingsval och kommunval i Sverige.[1]

## Organisationshändelser
- 4 januari – Kristna Värdepartiet (KrVP) bildades.
- 14 februari – Djurens parti (DP) bildas som Sveriges första djurrättsparti efter internationell modell.
- Direktdemokraterna grundades efter en sammanslagning av de tre direktdemokratiska partierna Demoex i Vallentuna kommun, Äkta Demokrati i Värmdö kommun och Aktiv Demokrati som startades i Linköping.[2]
- Gränshinderrådet, ett mellanstatligt organ under Nordiska ministerrådet, bildades.

## Avlidna
- 1 januari
- Jamal al-Jamal, 56, palestinsk diplomat, ambassadör i Tjeckien sedan 2013).[3]
  - William Mgimwa, 63, tanzanisk politiker, finansminister sedan 2012 och medlem av Tanzanias nationalförsamling sedan 2010.[4]
  - Manuel Seabra, 51, portugisisk advokat och politiker.[5]
  - Tokuo Yamashita, 94, japansk politiker.[6]
- 11 januari – Ariel Sharon, 85, israelisk politiker och militär, Israels premiärminister 2001–2006